# Wóz dowodzenia

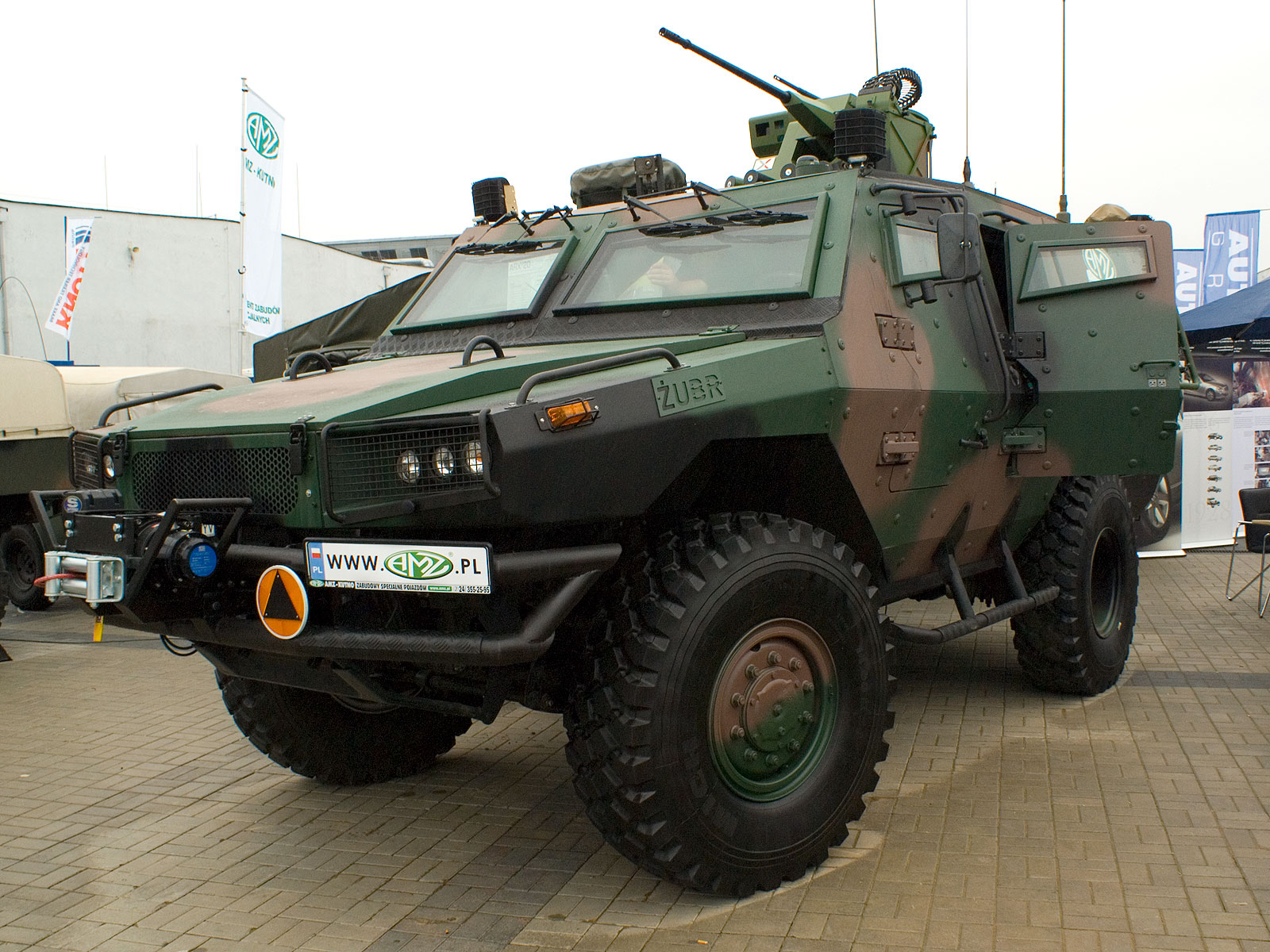
AMZ Żubr w wariancie wozu dowodzenia.

Wóz dowodzenia – pojazd mechaniczny wyposażony w zespół technicznych środków łączności i stanowiska pracy, zapewniające kierowniczym osobom funkcyjnym dowodzenie podległymi wojskami

## Przykładowe wozy dowodzenia
- RD-115 (WD-43)
- zautomatyzowany wóz dowodzenia na podwoziu specjalnym HMMWV
- ZWD-3 zautomatyzowany wóz dowodzenia na samochodzie osobowo-terenowym typu Honker
- zautomatyzowany wóz dowodzenia na transporterze opancerzonym